# Stafford Springs
Stafford Springs – jednostka osadnicza w Stanach Zjednoczonych, w stanie Connecticut, w hrabstwie Tolland.